# Arroyomolinos, Madrid

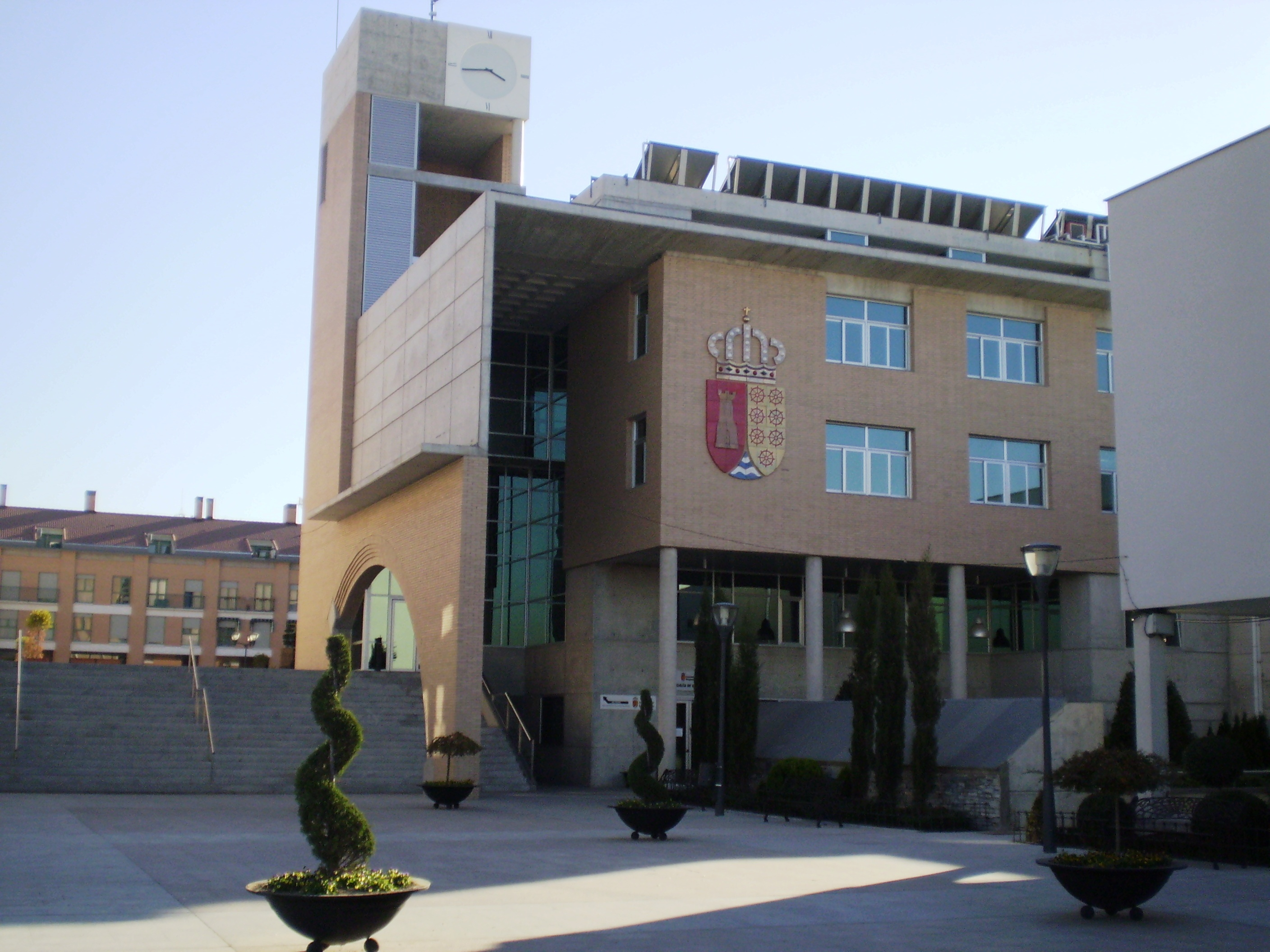
Ayuntamiento de Arroyomolinos (área de Urbanismo).

Arroyomolinos là một đô thị trong Cộng đồng Madrid, Tây Ban Nha. Đô thị Arroyomolinos, Madrid có diện tích 20,66 km², dân số theo điều tra năm 2010 của Viện thống kê quốc gia Tây Ban Nha là người. Đô thị Arroyomolinos, Madrid nằm ở khu vực có độ cao mét trên mực nước biển.